# Costello Hautamäki
Costello Hautamäki är en finsk musiker och producent, mest känd som gitarrist i rockbanden Popeda och Hanoi Rocks.

## Artisten
Costello Hautamäki (eg. Vesa-Pekka Hautamäki) föddes den 11 september 1963 i den finska staden Tammerfors. Hans första band var det livliga rockbandet Sensuuri, som gav ut en skiva år 1981. Han gick med i rockbandet Popeda 1982. Popeda var ett band som spelade klassisk, rak rockmusik på finska och cirklade kring sångaren Pate Mustajärvi. Redan i början av 80-talet klassade vissa bandet som gubbigt. Costello Hautamäki förde in en fräsch och aggressiv egg i bandet och har också skrivit många av Popedas hitlåtar. Från och med 1982 har han spelat med Popeda med undantag för att par kortare avbrott. Bandet är fortfarande aktivt.
På sidan om Popeda har Costello spelat med band som Sleepy Sleepers och The Neropats. År 2001 gick han med i Michael Monroes liveband, som sedan skulle forma sig till Hanoi Revisited och år 2002 till det förnyade Hanoi Rocks. Med det legendariska glamrockbandet spelade Costello in skivan 12 Shots On The Rocks och turnerade ända fram till 2004. Då lämnade han gruppen för att igen helhjärtat kunna satsa på Popeda.
Costello har gett ut två soloskivor och producerat skivor för Popeda, Yö och gitarrlegenden Dave Lindholm. Han har också haft ett tätt samarbete med finska Rundradion och skrivit samt spelat in många av dess signaturmelodier. Vidare har han skrivit musik för Yö, Mika Sundqvist och Sleepy Sleepers.

## Costellos band
- Popeda
- Sensuuri
- Sleepy Sleepers
- The Neropats
- Hanoi Rocks
- Oz

## Diskografi
Album
Som musiker
- Hulinaa (Sensuuri, 1981)
- Kaasua... (Popeda, 1983)
- Harasoo (Popeda, 1984)
- Pohjantähden alla (Popeda, 1985)
- Huilut suorina (Popeda, 1986) (Live)
- Ei oo valoo (Popeda, 1987)
- Hallelujaa (Popeda, 1988)
- A Little Bit Crazy (solo, 1988)
- Kans'an Popeda (Popeda, 1990)
- Svoboda (Popeda, 1992)
- H.Ö.N.Ö. (Popeda, 1994)
- Live at the BBC (Popeda, 1995)
- 500 cc (Popeda, 1997)
- Vieraissa (Popeda, 1999)
- Chainsaw Buzzin ('The Neropats, 2000)
- Just! (Popeda, 2001)
- 13 Reasons To Rock (solo, 2003)
- Häkää! (Popeda, 2005)

Som producent (ofullständig!)
- Nuorallatanssija (Yö, 1984)
- ...ja tapahtui niinä päivinä (Yö, 1984)
- Voima (Olli Lindholm, 2000)